# سنج (باتشة لك الشرقي)
سنج (بالفارسية: سنج) هي قرية تقع في إيران في قسم باتشة لك الشرقي الریفي. يقدر عدد سكانها بـ 629 نسمة بحسب إحصاء 2016.